# Amélie van Elmbt
Amélie van Elmbt, née à Namur le 31 juillet 1986, est une réalisatrice et une scénariste belge.

## Biographie
Après avoir étudié le cinéma à l'Institut des Arts de Diffusion, Amélie van Elmbt a commencé à travailler avec le réalisateur Jacques Doillon en tant qu'assistante à la mise en scène et directrice de casting sur plusieurs de ses films.
Elle écrit, réalise et auto-produit son premier film La Tête la première, sélectionné à Cannes en 2012 et pour lequel elle obtient le grand prix de la mise en scène au First Time Fest à New York.

## Filmographie

### Réalisatrice
- 2012 : La Tête la première
- 2017 : Drôle de père
- 2022 : Dreaming Walls

### Scénariste
- 2012 : La Tête la première
- 2017 : Drôle de père
- 2022 : Dreaming Walls

### Assistante-réalisatrice
- 2013 : Mes séances de lutte de Jacques Doillon

### Casting
- 2010 : Le Mariage à trois de Jacques Doillon

### Productrice
- 2012 : La Tête la première